# Раково (Большесолдатский район)
Раково — деревня в Большесолдатском районе Курской области. Входит в Волоконский сельсовет.

## География
Деревня находится в 65 километрах к юго-западу от Курска, в 14 километрах к северу от районного центра — села Большое Солдатское, в 3 км oт Волоконска (центр сельсовета).

## Население
| 2002 | 2010 |
| ---- | ---- |
| 62   | ↗65  |

## Транспорт
Раково находится в 12 км oт автодороги регионального значения 38К-004 (Дьяконово — Суджа — граница с Украиной), в 2,5 км oт автодороги межмуниципального значения 38Н-084 (38К-004 — Волоконск) и в 3 км oт 38Н-741 (Волоконск — Ширковский), на автодороге 38Н-742 (38Н-741 — Раково), в 8 км от ближайшего ж/д остановочного пункта Анастасьевка (линия Льгов I — Подкосылев).